# Jurisdicció

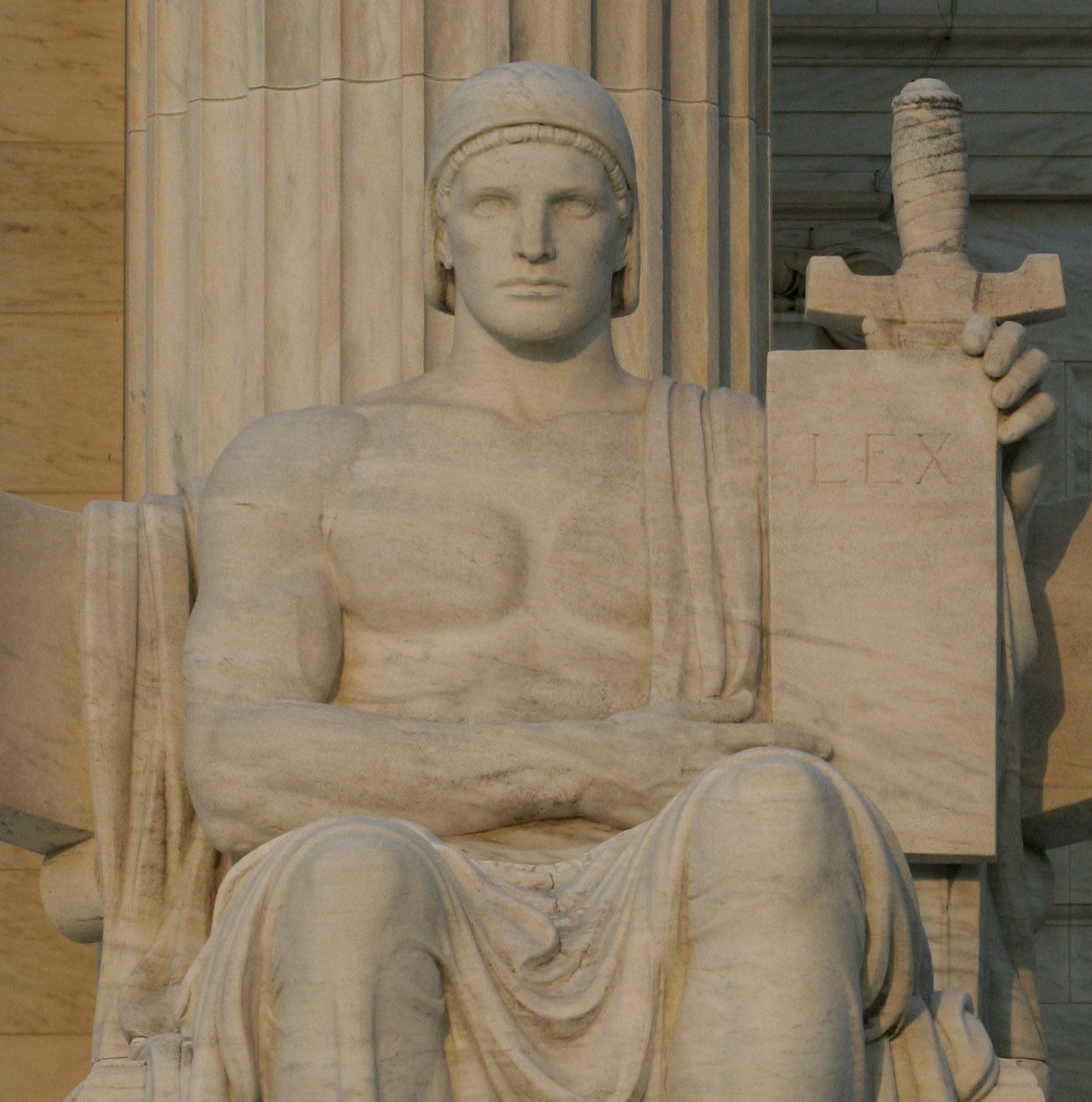
Estàtua titulada "Autoritat de la Llei" per James Earle Fraser. Hi ha tableta amb la inscripció "LEX" (del llatí "Llei") que està en mans de la figura, i es troba a la dreta de l'escalinata de l'Edifici de la Cort Suprema dels Estats Units.

La jurisdicció (del llatí iuris, «dir o declarar el dret») és la potestat, derivada de la sobirania de l'Estat, d'aplicar el Dret en el cas concret, resolent de manera definitiva i irrevocable una controvèrsia, que és exercida en forma exclusiva pels tribunals de justícia integrats per jutges autònoms i independents.
Un dels principals trets de la potestat jurisdiccional és el seu caràcter irrevocable i definitiu, capaç de produir en l'actuació del dret el que tècnicament es denomina cosa jutjada.
En sentit col·loquial, la paraula "jurisdicció" és utilitzada per designar el territori (estat, província, municipi, regió, país, etc.) sobre el qual aquesta potestat és exercida. De la mateixa manera, per extensió, és utilitzada per designar l'àrea geogràfica d'exercici de les atribucions i facultats d'una autoritat o les matèries que es troben dins de la seva competència; i, en general, per designar el territori sobre el qual un Estat exerceix el seu sobirania.
Concepte: En paraules del distingit professor, don Eduardo Couture: "És la funció pública, realitzada pels òrgans competents de l'Estat, amb les formes requerides per la llei, en virtut de la qual, per acte de judici, es determinen els drets de les parts, amb l'objecte de dirimir els seus conflictes i controvèrsies de rellevància jurídica, mitjançant decisions sota autoritat de cosa jutjada, eventualment factibles d'execució".

## Naturalesa i característiques
La jurisdicció és una funció estatal de satisfacció de pretensions davant una controvèrsia o conflicte.
Pel Dret constitucional i les Ciències polítiques, per llarg temps ha estat un dels poders de l'Estat, anomenat Poder Judicial (d'acord amb la doctrina de la separació de poders). Mentre que, pel Dret processal, constitueix un dels pressupostos processals, i un dels més importants.
Aquesta es caracteritza per ser:
- constitucional: neix de la constitució.

- General: s'estén per tot el territori.

- Exclusiva: solament l'exerceix l'Estat.

- Permanent: s'exerceix a tot moment que un estat tingui sobirania.

- P.P.: lloc que és un pressupost processal

També s'acostuma a caracteritzar-la com una funció monopólica de l'Estat. No obstant això, és discutible considerant l'existència dels tribunals arbitrals, que evidencia que l'Estat no s'ha reservat en forma privativa l'exercici de la jurisdicció.

## Bases de la jurisdicció
Perquè la funció jurisdiccional compleixi justa i eficaçment la seva comesa, en la majoria de les legislacions, se li ha envoltat d'un conjunt de principis i condicions indispensables, denominades en general bases de la jurisdicció. Entre elles trobem les següents:
- Legalitat: no és pròpia de l'activitat jurisdiccional, atès que és comuna a tots els actes de l'Estat. És més aviat, un comú denominador de tots els òrgans estatals i un principi del Dret públic.

- Independència i inamobilitat: també és una base comuna a tots els òrgans de l'Estat. No obstant això, la independència de la funció jurisdiccional és, tal vegada, de molta major importància pel caràcter d'objectivitat i imparcialitat amb què ha de complir la seva comesa. La independència suposa que l'òrgan que l'exerceix està lliure de subjecció a un altre, sigui com anàs, és a dir, no subjecte als tribunals superiors ni a entitat o poder algun (quedant sotmès exclusivament al Dret).

- Responsabilitat: aquesta es troba en íntima connexió amb l'anterior, puix que els jutges són generalment inamovibles en els seus càrrecs, perquè són responsables dels seus actes ministerials (comunament civil i penalment).

- Territorialitat: els tribunals només poden exercir el seu potestat en els assumptes i dins del territori que la llei els ha assignat.

- Sedentarietat: implica que els tribunals han d'administrar justícia en llocs i hores determinats.

- Passivitat: en virtut del qual els tribunals poden exercir la seva funció, per regla general, només a petició o requeriment de part interessada, i només excepcionalment d'ofici.

- Inavocabilitat: és la prohibició que tenen els tribunals superiors per conèixer, sense que intervingui cap recurs, un assumpte pendent davant un inferior.

- Gradualitat: suposa que el resolt pel tribunal pot ser revisat per un altre de superior jerarquia, generalment a través del recurs d'apel·lació. Això implica l'existència de més d'una instància (entesa aquesta com cadascun dels graus jurisdiccionals en què pot ser coneguda i fallada una controvèrsia).

- Publicitat: que no es refereix al coneixement que les parts poden tenir del contrari o de les diligències o actuacions del tribunal, sinó del fet que qualsevol persona pugui imposar-se lliurement dels actes jurisdiccionals.

## Estratègies de classificació de l'organització de justícia
- Jurisdicció Contenciosa: Es tramiten tots aquells assumptes que emboliquen una controvèrsia.

- Jurisdicció No Contenciosa: Se solucionen assumptes que no siguin controversiales però que han de passar per aquesta jurisdicció. En aquests casos, no es promou cap contesa entre les parts, no existint per tant oposició de legítim contradictor, no obstant això per llei requeriran intervenció del jutge. (sol denominar-se "voluntaris", però aquest terme es troba mal empleat).

- Jurisdicció Ordinària: Concentra totes les especialitats de la labor jurisdiccional, a diferència del que esdevenia en dècades anteriors, que co-existia amb furs privatius com l'agrari i el de treball.

- Jurisdicció Especial: Atén assumptes que no es relacionen amb la justícia ordinària. Diversos exemples poden ser: La jurisdicció militar i la indígena

## Moments de la jurisdicció
Aquests moments representen el desenvolvimiento de l'exercici de la funció jurisdiccional en el procés (o sigui, conèixer, jutjar i fer complir el resolt).

### Fase del coneixement
En aquesta etapa el tribunal rep els antecedents que li permeten posteriorment resoldre el litigi. Trobem, al seu torn, dos sub-etapes: de discussió i de prova.
Discussió: Les parts al·leguen les seves pretensions i fa valer les seves defenses.
Prova: Les parts ofereixen al tribunal i rendeixen totes les probanzas necessàries per recolzar les seves pretensions i convèncer el tribunal que el que ells plantegen és veritat.
Cap tribunal pot jutjar sense conèixer l'assumpte sotmès a la seva decisió. És a dir, sense escoltar a les parts o rebre les proves o proves.

### Fase de la decisió
En virtut d'aquesta, el tribunal declara el dret davant del cas concret, proposat per les parts, i això ho fa mitjançant l'acte processal anomenat, generalment, sentència judicial. Aquesta etapa de jutjament suposa sempre l'existència del període anterior.
És considerat el moment de la jurisdicció més important, perquè posa terme al conflicte mitjançant el pronunciament de la sentència.
Aquí hi ha dos tipus de jurisdicció: la jurisdicció legal i la jurisdicció d'equitat. La primera significa que el jutge ha de resoldre d'acord amb la legislació vigent. En canvi, en l'última el jutge extreu de la seva experiència el que ha de resoldre, i per a fer-ho acudeix als principis generals del dret i a l'equitat natural. No és sobrer assenyalar que el nostre sistema acull a la jurisdicció legal.

### Fase de l'execució
La majoria dels autors estan d'acord que el poder de coerció és inherent a la jurisdicció, és a dir, que és de l'essència que el tribunal de justícia té la facultat de fer complir el resolt (execució o compliment de la fallada).
Alguns autors neguen l'activitat jurisdiccional en aquesta última etapa, especialment en relació al Dret processal penal, sostenint que està a càrrec d'una autoritat administrativa. S'argumenta en contra que, tot i que en certs casos la sentència es compleix administrativament, la regla general és que es facin complir per la via jurisdiccional.
Les resolucions judicials, en la generalitat dels casos, es compleixen a través del que la doctrina denomina auxilis jurisdiccionals.

## Límits de la jurisdicció
L'activitat jurisdiccional s'exerceix en el temps i en l'espai. En conseqüència, es parla que la jurisdicció posseeix límits atès el temps que la posseeix el seu titular i l'àmbit espacial on ella s'exerceix.
- Límits quant al temps: lloc que una persona és jutge perquè està investit de la jurisdicció i aquesta s'ostenta perquè s'és jutge. El límit de la jurisdicció serà el temps assenyalat per la Constitució o les lleis per a l'acompliment del càrrec de jutge.

- Límits quant a l'espai, s'acostuma a classificar-los en:
  - Límits externs: s'entén per tals a tots els elements que permeten delimitar la zona de vigència i aplicació en l'espai. Per regla general, serà límit de la jurisdicció la sobirania dels Estats.
  - Límits interns: són els que miren a la mateixa jurisdicció, prescindint d'aquella pertanyents a uns altres Estats, com també de les funcions atribuïdes als altres òrgans del mateix Estat. Sorgint així la noció de competència.

Dins dels límits de la jurisdicció, es reconeix com limiti el Respecte dels Drets, fonamentals, aquesta limitació, es justifica pel fet que la pròpia jurisdicció no pot passar per sobre els drets que se li reconeixen a l'home per la seva qualitat de tal.
Aquests límits poden donar origen a disputes entre Estats (conflictes internacionals), entre dos poders de l'Estat o òrgans de diferents branques del mateix poder (contesa de jurisdicció) o entre dues o més poders de l'Estat per les seves atribucions (contenguis d'atribucions).